# Бабич Валерій Васильович
Ба́бич Вале́рій Васи́льович — інженер-суднобудівник, до 1991 року начальник конструкторського бюро у відділі головного конструктора Чорноморського суднобудівного заводу в Миколаєві з авіаносних кораблів і наземного комплексу випробувань корабельної авіації «Нитка». Після виходу на пенсію — письменник, краєзнавець, журналіст. Член Національної спілки журналістів України (2002), Спілки письменників Росії (2008), лауреат миколаївського обласного конкурсу засобів масової інформації «ПроМедіа» (2002), премій «Золоте перо» (2006) та імені М. М. Аркаса (2012).

## Біографія
Валерій Васильович народився 27 січня 1941 року в Запоріжжі в журналістській родині. В 1950 році разом з батьками переїхав до Миколаєва. В 1955 році поступив у миколаївський суднобудівний технікум, який закінчив у 1959 році.
Після закінчення технікуму з 1959 по 1962 рік працював електромонтажником на суднобудівному заводі імені 61 комунара. Брав участь у будівництві головного великого протичовнового корабля 61-го проекту «Комсомолець України», пошуково-рятувальних кораблів для Військово-морського флоту.

### Інженер-конструктор
В 1967 році Валерій Бабич закінчив Миколаївський кораблебудівний інститут. Після закінчення вишу направлений на роботу у відділ головного конструктора Чорноморського суднобудівного заводу конструктором з ракетно-артилерійського озброєння. Брав участь у роботах над комплексами озброєння протичовнових крейсерів-вертольотоносців проекту 1123 «Москва» і «Ленінград».
З 1969 року — провідний конструктор відділу головного конструктора ЧСЗ з систем, що обслуговують космічний комплекс на будівництві судна космічної служби «Академік Сергій Корольов».

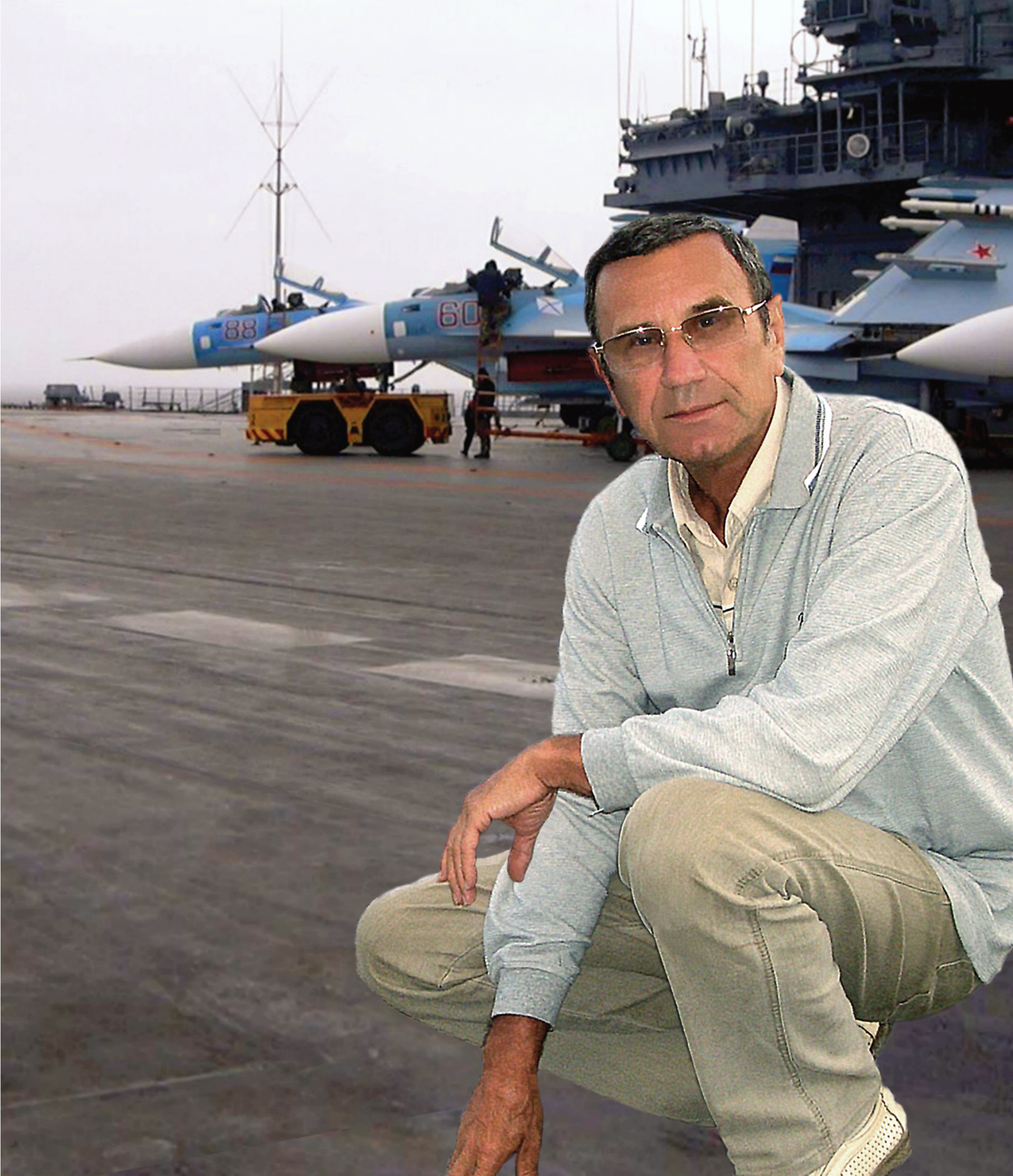
«Я його будував». Валерій Бабич на борту авіаносного крейсера «Адмірал флоту Радянського Союзу Кузнєцов»

Після здачі Військово-морському флоту «Сергія Корольова» працював на будівництві авіаносних крейсерів — радянського аналога авіаносців:
- 1970–1975 роки — провідний конструктор відділу головного конструктора ЧСЗ з авіаційного комплексу на будівництві авіаносного крейсера «Київ».
- 1976–1978 роки — керівник групи озброєння відділу головного конструктора (ракетно-артилерійське, авіаційне і протичовнове озброєння) при будівництві тавкр «Мінськ».
- 1979–1991 роки — начальник конструкторського бюро відділу головного конструктора з авіаносців і наземному комплексу випробувань корабельної авіації «Нитка» (будівництво тавкр «Новоросійськ», «Баку», «Тбілісі», «Варяг», атомного важкого авіаносного крейсера «Ульяновськ»).

На цей період припали найбільш насичені роки в радянській програмі будівництва авіаносних кораблів. Наприклад, у 1981 році одночасно добудовувався і готувався до випробувань «Новоросійськ», «Баку» готувався до спуску на воду, а в Невському ПКБ в Ленінграді розроблявся технічний проект авіаносного корабля нового покоління проекту 1143.5, призначеного для базування палубних винищувачів Як-41М, Су-27К і МіГ-29К. З 1977 року в Криму, на аеродромі Саки, Чорноморський суднобудівний завод розпочав роботи з будівництва унікального науково-випробувального навчального тренажера корабельної авіації НИТКА. На цьому береговому комплексі-тренажері відпрацьовувалися дослідні зразки злітно-посадкових механізмів і трамплінів, тренувались льотчики корабельної авіації.
В 1983 році Валерій Бабич здійснив похід з Севастополя на Північний флот, в Сєвєроморськ на авіаносному крейсері «Новоросійськ», а у 1988 — провів сім місяців на бойовій службі в Середземному морі на тавкр «Баку», після чого здійснив перехід на цьому кораблі на Північ, до місця його постійного базування в Сєвєроморську. Стаж наплаваності Бабича за цей період склав понад 60 місяців — п'ять років.
З 1991 до 1993 року Валерій Васильович працював начальником відділу зовнішньоекономічних зв'язків Чорноморського суднобудівного заводу. Потім — представником італійського суднобудівного заводу «Арсенале-Венеція» в Україні.

### Творчий доробок
З 2000 року Валерій Васильович активно займається літературною і журналістською діяльністю. Член Національної спілки журналістів України, Спілки письменників Росії, лауреат миколаївського обласного конкурсу засобів масової інформації «ПроМедіа» (2002), премій «Золоте перо» (2006) та імені М. М. Аркаса (2012).
Книгам Валерія Бабича присвоєно номери::
«Наші авіаносці» – книга 1, 468 сторiнок.
«Місто святого Миколая та його авіаносці» – книга 2, 424 сторiнки.
«Володарі океанів» – книга 3, 496 сторiнок.
«Світовий авіаносний флот» – книга 4, 398 сторiнок.
«Протичовнове павутиння» – книга 5, 92 сторiнки.
«Південна корабельна столиця» – книга 6, 172 сторiнки.
«Коли змінюються епохи» – книга 7, 480 сторiнок.
«Древо життя» – книга 8, 116 сторiнок.
«Журналіст Тетяна Трескунова» – книга 9, 332 сторiнки.
«Південна правда. Історія та долі» – книга 10, 444 сторiнки.
«Володимир Костенко» (книга випущена у серії «Легендарні імена»), 31 сторiнка.
Перекладено на англійську мову та підготовлено до випуску:
«City of St. Nicholas and its aircraft carriers» («Місто святого Миколая та його авіаносці»).
«Lords of the Oceans» («Володарі океанів»).
«World Aircraft Carrier Fleet» («Світовий авіаносний флот»).
«Anti-submarine Web» («Протичовнове павутиння»)
«Southern Ship Capital» («Південна корабельна столиця»)
«Tree of Life» («Древо життя»).
- Книга-спогади «Наші авіаносці» (російською мовою)[8]. В книзі, написаній в формі щоденника, автор згадує про бойові походи на авіаносних крейсерах «Новоросійськ» і «Баку», в яких він брав участь. На фоні спогадів розкриваються подробиці проектування і будівництва найбільших і складних кораблів, з тих що створювалися суднобудівною промисловістю, про розвиток класу авіаносців і палубної авіації в СРСР та за кордоном в кінці XX століття.
- Науково-популярне видання «Місто Святого Миколая і його авіаносці» (російською мовою)[9]. Розповідається про розвиток Миколаєва як міста-верфі, осередку суднобудування, про побудовані миколаївськими корабелами унікальні кораблі від лінкорів-дредноутів типу «Імператриця Марія» до важких авіаносних крейсерів — авіаносців «Варяг» «Адмірал Кузнецов», «Ульяновськ». Окремі розділи книги присвячені творцям літаків вертикального злету та приземлення Як-38, Як-141, палубних винищувачів Су-27К, МіГ-29К, протичовнових вертольотів Ка-25 і Ка-27 тощо.
- Науково-популярне видання «Володарі океанів». Половина книги присвячена авіаносним кораблям Чорноморського суднобудівного заводу, починаючи від вертольотоносців «Москва» і «Ленінград» і закінчуючи атомним авіаносцем «Ульяновськ». А друга половина книги — атомним авіаносцям США, починаючи з «Ентерпрайза» і закінчуючи останнім авіаносцем «Джеральд Форд». У книзі вперше зібрані воєдино фотографії авіаносців, побудованих на Чорноморському суднобудівному заводі в Миколаєві і авіаносців, побудованих на верфі «Newport News Shipbuilding» в США. У книзі представлені так само всі типи палубної авіації, включаючи новітні розробки.
- Науково-популярне видання «Світовий авіаносний флот». У книзі дано огляд розвитку світового авіаносного флоту. Розповідається про авіаносці США, Китаю, Росії, Великобританії, Франції, Індії, Італії, Іспанії, Бразилії, Аргентини і Таїланду. Окремі глави присвячені десантним вертольотоносцям Японії, Південної Кореї, Австралії, Єгипту, Туреччини.
- Науково-популярне видання «Протичовнове павутиння». У книзі розповідається про будівництво на Чорноморському суднобудівному заводі в Миколаєві протичовнових крейсерів-вертольотоносців «Москва» і «Ленінград». Окремі глави присвячені творцям протичовнових вертольотів Ка-25 i Ка-27, десантних вертольотів Ка-29 і вертольотів радіолокаційного дозору Ка-31 РЛД. Розповідається про створення в об'єднанні «Камів» нового покоління вертольотів Ка-50 «Чорна акула», Ка-52 «Алігатор» і корабельних вертольотів Ка-52К «Катран».
- Краєзнавче видання «Південна Корабельна столиця». У книзі показано, яким історичним шляхом Миколаїв досяг технологічним вершин, що дозволили йому стати одним з найбільших світових суднобудівних центрів.
- Краєзнавче видання «Коли змінюються епохи». У книзі вміщено матеріали, опубліковані автором у мережі Facebook з 2017 по 2021 роки разом з коментарями читачів. Гострі дискусії навколо тем, піднятим автором, передають дух того часу «зміни епох».
- Автобіографічний нарис Валерія Бабича. «Древо життя». У книзі вміщено спогади про юнацькі роки, про навчання в суднобудівному технікумі та Миколаївському кораблебудівному інституті, про роботу на Чорноморському суднобудівному заводі. Розповідається про те, як створювалися книги про авіаносців.
- Краєзнавчий нарис «Журналіст Тетяна Трескунова» (російською мовою)[10]. В книзі розповідається про життя і творчій шлях миколаївської журналістки Тетяни Захарівни Трескунової - мами Валерія Бабича, яка працювала в газетах «Бузька зоря» і «Південна правда» в 1950–1987 роках, а напередодні війни і після її закінчення — в запорізькій обласній газеті «Індустріальне Запоріжжя»; опубліковані її обрані нариси і репортажі, розповідається про подальшу долю деяких героїв цих статей.
- Краєзнавче видання «Південна правда. Історія та долі» (російською мовою)[11]. В багато ілюстрованій історичними світлинами книзі показане життя Миколаєва в другій половині XX століття через долі найвідоміших миколаївських журналістів, письменників, літераторів.
- Історичний нарис «Володимир Костенко» (російською мовою)[12]. В брошурі серії «Легендарні імена» розкривається життєвий шлях російського і  радянського інженера-кораблебудівника, учасника Цусимської битви, одного з організаторів суднобудування в СРСР, лауреата Сталінської премії Володимира Поліевктовича Костенка. Докладно висвітлений десятирічний період роботи Костенка на Миколаївському заводі «Наваль» в період будівництва лінкорів «Імператриця Катерина Велика», «Імператор Микола I» і есмінців типу «Новик» і «Дєрзкій».
- Книги Валерія Бабича переведені на китайську мову і видані в Китаї:
- Книга «Місто святого Миколая i його авіаносці» випущена під назвою «Велике морське протистояння», видавництво Ship Engineering Editorial & Publishing House, Шанхай, 2013 рік.瓦列里巴比奇 关于 航空 书籍 在 中国 的 翻译 及 出版: "伟大 的 海上 对抗", 出版社
- Чотиритомник під загальною назвою «Наші авіаносці», випущений в Китаї, 2017 рік, видавництво Ship Engineering Editorial & Publishing House, Шанхай, 2017 рік.丛书 "我们 的 航母" 分为 四册 2017 年, 出版社:
- «Щоденники далеких походів» - 1 том. "海上 远航 日记" - 第一 册
- «Документальна повість про морські конфронтації» - 2 том "还 上 对抗 纪实" - 第二 册
- «Тактика і техніка авіаносців» - 3 том "航母 战术 技术" - 第三 册
- «Пошук атомних підводних човнів» - 4 том "猎捕 核潜艇" - 第四 册

Опублікував понад півсотні статей в «Південній правді», «Вечірньому Миколаєві», «Миколаївських Новинах», «Кримській правді», журналах «Миколаїв» і «Нове століття». Деякі з них:
- «Імператриці і Імператори» («Вечірній Миколаїв», стаття про лінкори-дредноути типу «Імператриця Марія»)[13];
- «На хвилях Перської затоки» («Південна правда», про Ірано-іракську війну та участі кораблів ВМФ СРСР в патрулюванні і проводці суден Перською затокою)[14];
- «Китайський авіаносець „Мінськ“» («Вечірній Миколаїв», про долю авіаносного крейсера «Мінськ», який став експонатом військового парку Minsk World в Шеньчжені)[15];
- «Ракетний залп нашого першого авіаносця» («Південна правда», про перші кроки першого радянського «авіаносця» — авіаносного крейсера «Київ»)[16];
- «Юрій Іванович Макаров» («Вечірній Миколаїв», про директора ЧСЗ в період будівництва авіаносців)[17];
- «Китайський авіаносець „Київ“» («Південна правда», про долю, яка спіткала крейсер «Київ» після розпаду СРСР)[18];

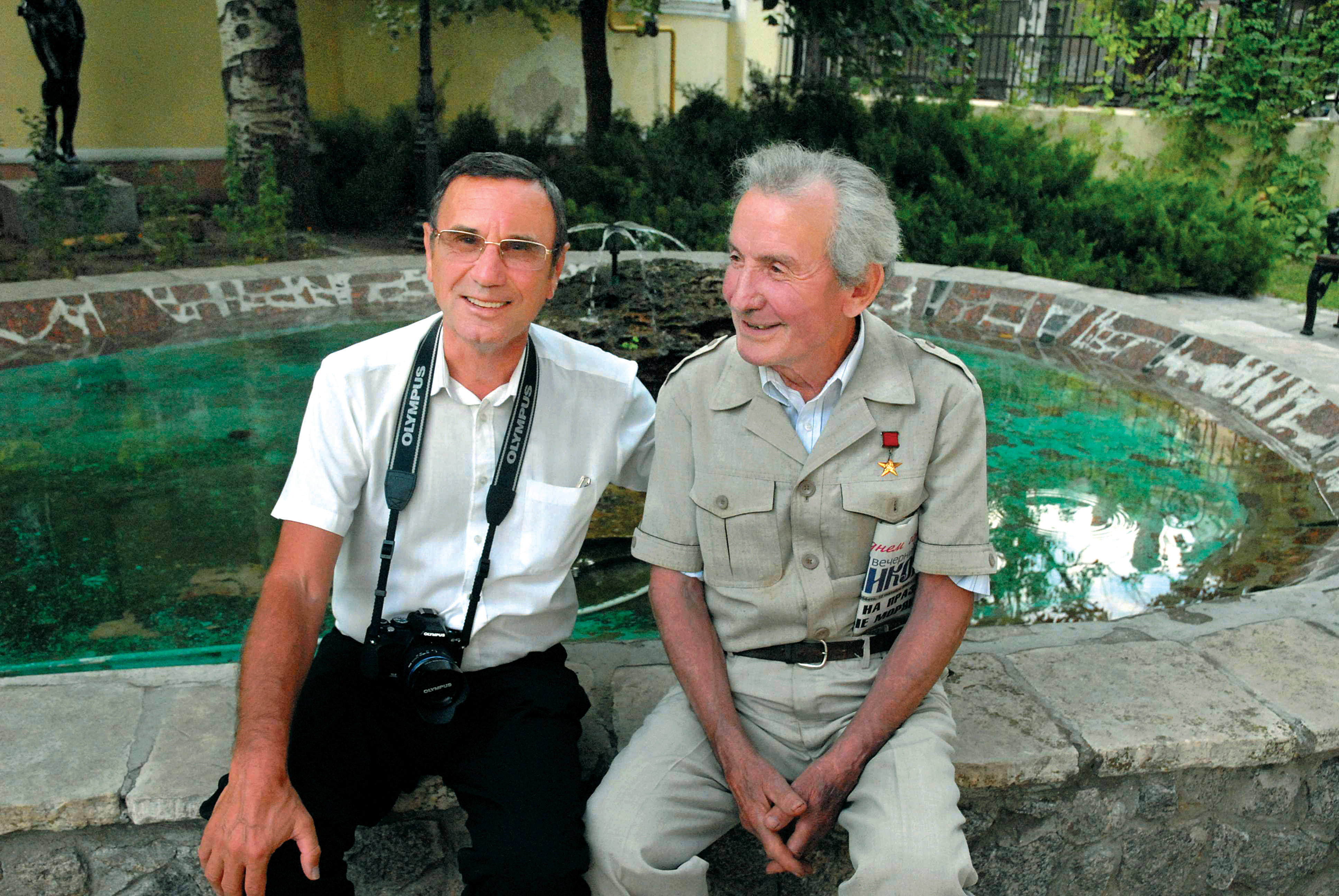
Валерій Бабич (ліворуч) і «головний будівник миколаївських авіаносців» Герой Соціалістичної Праці Іван Йосипович Вінник

- «Головний будівельник радянських авіаносців» («Вечірній Миколаїв», про роботу і життєвий шлях організатора і керівника вітчизняного суднобудування, Героя Соціалістичної Праці Івана Йосиповича Вінника)[19];
- «Директор» («Вечірній Миколаїв», про організатора будівництва миколаївських авіаносців, директора двох суднобудівних заводів «Імені 61 комунара» і Чорноморського Ігоря Миколайовича Овдієнка)[20];
- «Лауреат Ленінської премії» («Вечірній Миколаїв», до 90-річчя з дня народження капітана 1 рангу Віталія Васильовича Ващіленка — відомого військово-морського інженера-турбініста)[21];
- «Ностальгія» («Вечірній Миколаїв», про долю капітана яхти «Ікар» Бориса Степановича Немирова, який підготував і очолив першу в СРСР навколосвітню подорож яхти)[22];
- «Головний конструктор і головний будівник першого радянського авіаносця» («Нове століття», про творчий тандем — головного конструктора кораблів проекту 1143 Аркадія Васильовича Маринича і їх головного будівника Івана Йосиповича Вінника[23];
- «Перл-Гарбор. Аіваносці в бою» («Нове століття», про застосування авіаносців на Тихоокеанському ТВД під час Другої світової війни, уроки Перл-Гарбора)[24];
- «Два „Новоросійська“» («Нове століття», про паралелі в долі двох кораблів — лінкора «Новоросійськ» і авіаносця «Новоросійськ»[25];
- «Перша посадка» («Південна правда», про перші в світі посадку і зліт з корабельного трампліна тавкр «Тбілісі» літаків зі звичайною аеродинамічною схемою Су-27К, МіГ-29К і Су-25УТГ)[26];
- «Багатомільярдна спадщина» («Вечірній Миколаїв», про авіаносці, які дісталися в спадок Росії і Україні, і що були знищені або розпродані за безцінь)[27];
- «Куди йти нашому суднобудуванню» («Вечірній Миколаїв», про перспективи українського суднобудування сьогодні)[28];
- «„Варяг“ в Китаї: Погляд з України» («Південна правда», про поневіряння важкого авіаносного крейсера «Варяг»)[29] та інші.

Валерій Васильович Бабич із сім'єю живе в Миколаєві.